# Underground (serial telewizyjny)
Underground – amerykański (dramat historyczny, akcja) serial telewizyjny wyprodukowany przez Sony Pictures TV oraz Tribune Studios. Twórcą serialu są Misha Green i  Joe Pokaski. Serial jest emitowany od 9 marca 2016 roku do 10 maja 2017 roku przez WGN America.

26 kwietnia 2016 roku, stacja WGN America ogłosiła zamówienie drugiego sezonu Underground.

31 maja 2017 roku, stacja ogłosiła zakończenie produkcji serialu po dwóch sezonach z powodu niskiej oglądalności.

## Fabuła
Serial skupia się na losach grupy niewolników, którzy planują ucieczkę z plantacji w George.

## Obsada
- Aldis Hodge jako Noah[4]
- Jurnee Smollett-Bell jako Rosalee[4]
- Christopher Meloni jako August Pullman[4]
- Alano Miller jako Cato[5]
- Jessica De Gouw jako Elizabeth Hawkes[4]
- Amirah Vann jako Ernestine
- Renwick Scott jako Henry
- Marc Blucas jako John Hawkes[6]
- Mykelti Williamson jako Moses
- Adina Porter jako Pearly Mae[7]
- Johnny Ray Gill jako Samyk
- Theodus Crane jako Zeke
- Reed Diamond
- Chris Backus
- Jussie Smollett jako Josey[8]
- Chris Chalk
- Aisha Hinds[9](sezon 2)

## Odcinki
| Sezon | Sezon | Odcinki | Oryginalna emisja WGN America | Oryginalna emisja WGN America | Oryginalna emisja | Oryginalna emisja | Oryginalna emisja |
| Sezon | Sezon | Odcinki | Premiera sezonu               | Finał sezonu                  | Premiera sezonu   | Finał sezonu      |                   |
| ----- | ----- | ------- | ----------------------------- | ----------------------------- | ----------------- | ----------------- | ----------------- |
|       | 1     | 10      | 9 marca 2016                  | 11 maja 2016                  | brak danych       | brak danych       |                   |
|       | 2     | 10      | 8 marca 2017                  | 10 maja 2017                  | brak danych       | brak danych       |                   |

## Produkcja
13 sierpnia 2014 roku, stacja WGN America zamówiła pierwszy sezon Underground